# Revista Sergipana de Matemática e Educação Matemática
A Revista Sergipana de Matemática e Educação Matemática (ReviSeM) é um periódico científico editado pela Universidade Federal de Sergipe. Publicada desde seu lançamento em 2016, esta revista está indexada em várias bases como Latindex e Diadorim.
Na avaliação do Qualis realizada pela Coordenação de Aperfeiçoamento de Pessoal de Nível Superior (CAPES), este periódico foi classificado no extrato B2 para a área de Ensino.